# ケノーラ地区
ケノーラ地区（ケノーラちく、英: Kenora District）は、カナダのオンタリオ州北西部に位置する地方行政区のひとつ。オンタリオ州北部の他の地区と同様に、行政は直接、州政府及び各市町村によって行われている。

## 歴史
1907年にレイニーリバー地区より分割され設立された。面積は40万7,167km²あり州の総面積のおよそ3分の1を占める（アメリカのカリフォルニア州の面積とほぼ同じ）。1912年にオンタリオ州の一部となった。

## 気候
ハドソン湾とジェームズ湾の冷たい水の影響を受け非常に厳しい気候をしており、北部沿岸には北緯54度であるにもかかわらず北極ツンドラの永久凍土も見られる。これは北半球に広がる大陸で極付近に広がる永久凍土としては最南端にあたる。

## 経済
人口のほとんどは農耕が可能な南部の境界付近に集中しており、大麦が主な穀物として生産されている。北部は鉱山が非常に広範囲で広がっており、世界でも高純度で最大規模のウラニウム鉱が埋蔵されている。ニッケルの生産でも知られ、世界の主要生産地域となっている。

## 交通
同地区の中部以北へは道路によるアクセスが出来ないため、飛行機及び、（夏期のみ）川を船による交通手段が必要となっている。

## 主な都市
- ケノーラ （Kenora）
- ドライデン （Dryden）